# Resolución 1402 del Consejo de Seguridad de las Naciones Unidas
La resolución 1402 del Consejo de Seguridad de las Naciones Unidas, adoptada el 30 de marzo de 2002, tras recordar las resoluciones 242 (1967), 338 (1973), 1397 (2002) y los Principios de Madrid, el Consejo pidió un alto el fuego inmediato y significativo entre israelíes y palestinos durante la Operación Escudo Defensivo. Fue adoptado después de 12 horas de consultas.
El Consejo de Seguridad expresó su preocupación por el deterioro de la situación en la región, incluidos los atentados suicidas con bombas en Israel y un ataque a la sede del Presidente de la Autoridad Palestina. Se instó a ambas partes a avanzar hacia un alto el fuego significativo; la retirada de las tropas israelíes de las ciudades palestinas; y la plena cooperación con el Enviado Especial Anthony Zinni y otros en la implementación del plan de trabajo de seguridad de Tenet.
El Consejo reiteró su exigencia de que cese inmediatamente toda violencia y expresó su apoyo al Secretario General Kofi Annan y a los Enviados Especiales al Oriente Medio en sus esfuerzos por reanudar el proceso de paz .
La resolución 1402 fue adoptada por 14 votos a favor y Siria se retiró y no participó en la votación, la primera vez que un país hacía algo así en 40 años. El representante sirio dijo que el texto de la resolución era similar al de la Resolución 1397, de la que se había abstenido, ya que se negaba a condenar a Israel e ignoraba los esfuerzos de los países árabes.
La resolución actual no se implementó y la Resolución 1403 exigió su implementación.